# 구이도니아몬테첼리오
구이도니아몬테첼리오(이탈리아어: Guidonia Montecelio)는 이탈리아 라치오주 로마현에 위치한 코무네다. 로마로부터 남동쪽 60km 거리에 있다.